# إقليم جنوب بوهيميا
إقليم جنوب بوهيميا (بالتشيكية: Jihočeský kraj) هو أحد أقاليم جمهورية التشيك الأربعة عشر التي استحدثت حسب التقسيمات الإدارية الجديدة لجمهورية التشيك سنة 2000. يقع الإقليم جنوبي البلاد وأيضاً جنوب منطقة بوهيميا التاريخية كما يشير الاسم.
عاصمة هذا الأقليم هي تشيسكي بوديوفيتسه، ويحده من الغرب إقليم بلزن، ومن الشمال إقليم بوهيميا الوسطى، ومن الشرق إقليم فيسوتشنا، ومن الجنوب الشرقي إقليم جنوب مورافيا. أما من الجنوب فيحد الإقليم النمسا، ومن الجنوب الغربي ألمانيا.

## المقاطعات
يقسم الإقليم إلى 7 مقاطعات وهي:
- مقاطعة تشيسكي بوديوفيتسه Okres České Budějovice
- مقاطعة تشيسكي كروملوف Okres Český Krumlov
- مقاطعة يندريخوف هرادتس Okres Jindřichův Hradec
- مقاطعة بيسك Okres Písek
- مقاطعة براخاتيتسه Okres Prachatice
- مقاطعة ستراكونيتسه Okres Strakonice
- مقاطعة تابور Okres Tábor

## اقرأ أيضاً
- أقاليم جمهورية التشيك
- بوهيميا